# Boloria pontica
Boloria pontica är en fjärilsart som beskrevs av Crosson du Cormier, Guérin och De Lesse 1957. Boloria pontica ingår i släktet Boloria och familjen praktfjärilar. Inga underarter finns listade i Catalogue of Life.